# Веселово (Костромская область)
Веселово — деревня в Красносельском районе Костромской области. Входит в состав Прискоковского сельского поселения.

## География
Находится в юго-западной части Костромской области на расстоянии приблизительно 12 км на восток-северо-восток по прямой от районного центра поселка Красное-на-Волге.

## История
Известна с 1872 года, когда здесь было учтено 14 дворов, в 1907 году отмечено было 30 дворов.

## Население
Постоянное население составляло 107 человек (1872 год), 144 (1897), 132 (1907), 301 в 2002 году (русские 96 %), 316 в 2022.